# Brevipalpus phoenicis
Brevipalpus phoenicis, también conocido como ácaro araña falsa, ácaro plano rojo y negro, y en Australia como ácaro de la pasionaria, es una especie de ácaro de la familia Tenuipalpidae.  Esta especie está presente en todo el mundo y es una plaga grave para cultivos como los cítricos, el té, la papaya, la guayaba y el café, y puede dañar gravemente a muchos otros cultivos. Estos ácaros se destacan por tener hembras haploides, una condición causada por una bacteria que transforma a los machos haploides en hembras.

## Descripción

### Adultos
Los ejemplares adultos pueden crecer hasta 280 μm (0,028 cm) de largo (incluido el rostro ) y 150 μm (0,015 cm) de ancho. Son planos, ovalados y de color verde oscuro a rojo anaranjado. Los machos adultos tienen forma de cuña más  evidente que las hembras. Esta especie tiene dos pares de patas que se extienden hacia adelante y dos que se extienden hacia atrás. Tiene dos bastones sensoriales en el tarso II que lo distinguen de otra especie de ácaro que se encuentra en las mismas plantas, el ácaro del aligustre (Brevipalpus obovatus Donn.). En las hembras aparece una marca negra en forma de H cuando se crían a temperaturas de 20 a 25 °C, aunque esta marca no está presente a 30 °C.

### Larvas
Las larvas miden alrededor de 140 μm (0,014 cm) largo, tienen seis patas y son de color rojo anaranjado brillante cuando recién emergen, volviéndose luego de color naranja opaco. Las protoninfas y deutoninfas son algo transparentes, y algunos de sus órganos internos aparecen de un color verde difuso, con manchas negras o amarillas. Al igual que los adultos, tienen ocho patas.

### Huevos
Los huevos se pueden ver a simple vista como racimos de color naranja rojizo.

## Distribución
Brevipalpus phoenicis se encuentra distribuido globalmente, principalmente en los trópicos. Se sabe que ocurre en:
 
- Argentina
- Australia
- Brasil
- Guyana
- Cuba
- Egipto
- Países Bajos
- Estados Unidos
- India
- Jamaica
- Kenia
- Malasia
- Mauricio
- México
- España
- Taiwán

### Estados Unidos
Esta especie se ha establecido en numerosos estados del sur, en todo el continente desde Florida hasta California, y también en Hawái.

## Ciclo vital

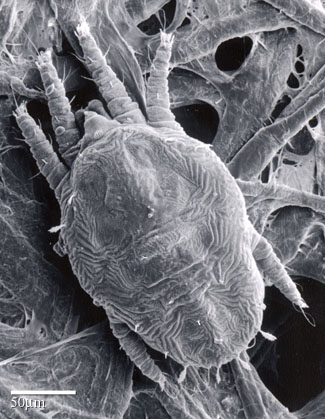
Larva

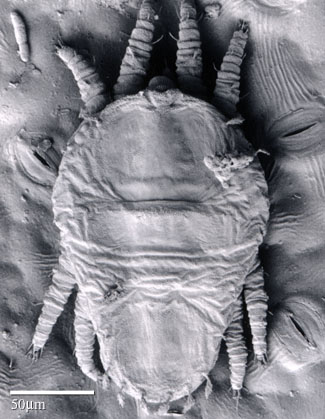
Protoninfa

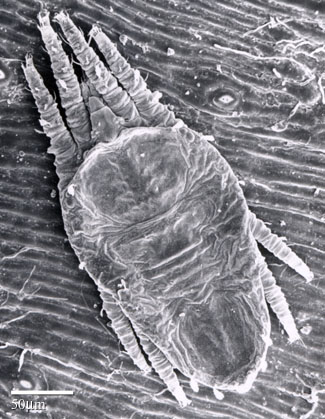
Deutoninfa

Brevipalpus phoenicis pone aproximadamente de 50 a 60 huevos durante la edad adulta. Estos huevos tienen un estípite frágil que sobresale de ellos y pueden romperse si se manipulan. Los huevos eclosionan entre 8 y 16 días después de ser puestos.
Las hembras depositan los huevos individualmente, comúnmente compartiendo un mismo lugar con otras hembras. Generalmente se encuentran entre 4 y 8 grupos de huevos, depositados en grietas o cavidades huecas  creadas cuando se ha destruido el mesófilo interno. Un día antes de que los huevos eclosionen, se tornan de un color blanco opaco y se hacen visibles los ojos rojos de las larvas que se encuentran en su interior.
En regiones cálidas a templadas, pueden nacer de 4 a 6 generaciones de este ácaro cada año. En las regiones tropicales pueden nacer al menos 10 generaciones. Las condiciones ideales para esta especie tienen un rango de temperatura de 25 a 30 °C con alta humedad relativa.
Las hembras adultas viven un máximo de 5 a 6 semanas. La esperanza de vida máxima de esta especie es de 47 días a los 20 °C, con un mínimo de 7,5 días a 30 °C en regiones de humedad relativa del 85 al 90 %.
Las poblaciones de Brevipalpus phoenicis son casi exclusivamente femeninas. Esto se debe a que la especie es partenogenética y la mayor parte de la reproducción se produce a partir de huevos no fertilizados producidos por las hembras. El desarrollo se lleva a cabo en tres etapas: larva, protoninfa y deutoninfa. La maduración de huevo a adulto ocurre durante 12 a 24 días.

### Muda
Este ácaro experimenta un período de inactividad antes de cada muda, durante el cual no come. Durante este tiempo permanece unido a la planta huésped únicamente por su estilete, con sus patas mantenidas rectas.

## Anfitriones
Se sabe que esta especie tiene al menos 65 huéspedes y el USDA informa que puede haber hasta 1.000. En el estado de Florida, se sabe que este ácaro infesta aphelandra, gardenia, pomelo, hibisco, acebo, ligustro, limón, lima, naranja, nuez y viburnum.

## Daño
Esta especie daña la fruta inyectando saliva tóxica en las células. Hacen esto para poder digerir el contenido. Perforan numerosas células próximas unas a otras, provocando manchas cloróticas visibles alrededor del área. Más tarde, estas manchas se fusionan y se convierten en manchas marrones. Esto puede detener el crecimiento de la planta y provocar deformaciones. Esto puede provocar que la piel de la fruta se rompa y que los brotes pierdan hojas y, en ocasiones, mueran.
En la papaya, los ácaros comienzan alimentándose del tronco del árbol. A medida que la población se vuelve más densa, migran hacia las hojas y los frutos. La evidencia característica de las zonas de alimentación es el secado de las áreas circundantes, con la aparición de un color marrón y el área volviéndose callosa y suberizada.
Los daños a los cítricos son más graves. Cuando las manchas cororóticas son grandes en número, la producción de las plantas hospedantes puede verse severamente reducida. Se pueden observar agallas características en los nudos, y las yemas tienen problemas para brotar. Los brotes pueden estar muy deformados y pueden desarrollarse muy pocas hojas. Esto puede provocar la muerte de todo el árbol.
Además del daño físico que puede causar esta especie, también es vector de la enfermedad de la leprosis de los cítricos y del virus de la mancha anular del café.

## Control
A principios del siglo XX, los agricultores de Florida utilizaban azufre como método para controlar esta plaga. Sin embargo, esto es tóxico para otros artrópodos beneficiosos.
Hay al menos cuatro depredadores naturales de esta especie, pero no son útiles económicamente, ya que atacan a Brevipalpus phoenicis solo después de que la población ha aumentado a números muy altos y ya se han producido daños graves en los cultivos.
Actualmente, como no hay alternativas disponibles, se utilizan pesticidas.